# Linia kolejowa nr 292
Linia kolejowa nr 292 – jednotorowa, częściowo zelektryfikowana, drugorzędna linia kolejowa łącząca stacje Jelcz Miłoszyce oraz Wrocław Osobowice. Linia o długości niecałych 29 km, w całości położona na terenie województwa dolnośląskiego.
Pierwszy fragment linii został oddany do eksploatacji w drugiej połowie 1885 r. (ciąg Wrocław Różanka – Wrocław Sołtysowice). W 1912 roku uruchomiono odcinek Jelcz Miłoszyce – Dobrzykowice Wrocławskie), a dopiero wiosną 1922 r. oddano do użytku fragment łączący dotychczas istniejące linie, tj. Wrocław Sołtysowice – Dobrzykowice Wrocławskie. W 1947 r. zbudowano łącznicę od Wrocławia Różanki do Wrocławia Osobowic. W latach 1972 (Wrocław Osobowice – Wrocław Sołtysowice) i 1987 (Wrocław Sołtysowice – Jelcz Miłoszyce) nastąpiła elektryfikacja linii. 23 czerwca 2000 roku zawieszono ruch pociągów pasażerskich. 10 kwietnia 2017 przywrócono ruch pasażerski od przystanku Wrocław Wojnów do stacji Wrocław Sołtysowice i Wrocławia Głównego. Operatorem tych kursów została spółka Koleje Dolnośląskie. 
W grudniu 2016 r. podpisano umowę na modernizację linii na odcinku Jelcz Miłoszyce – Wrocław Sołtysowice w związku z planami wznowienia ruchu pasażerskiego. W ramach modernizacji zaplanowano remont czterech stacji (Wrocław Sołtysowice, Wrocław Kowale, Wrocław Swojczyce, Wrocław Wojnów) oraz budowę trzech nowych przystanków (Wrocław Popiele, Wrocław Strachocin oraz Wrocław Łany, ostatecznie nazwany Wrocław Wojnów Wschodni).
10 kwietnia 2017 otwarto pierwsze miejskie połączenie między Wrocławiem Głównym a Wrocławiem Wojnowem, obsługiwane w dni powszednie przez 13 par pociągów dziennie, w tym 3 z dworca głównego, a pozostałe z dworca Wrocław Nadodrze. Połączenie reaktywowano po 17 latach nieobecności pociągów pasażerskich na linii Wrocław Sołtysowice – Jelcz Miłoszyce, po wyremontowaniu linii kolejowej za ok. 1 mln zł. Zgodnie z zapowiedzią był to program pilotażowy przed modernizacją linii do Jelcza Miłoszyc, którą zaplanowano zakończyć w 2020 roku.
W listopadzie 2018 PKP Polskie Linie Kolejowe podpisały z konsorcjum firm na czele z ETF Polska umowę na rewitalizację linii na odcinku Jelcz Miłoszyce – Wrocław Sołtysowice. Umowa objęła m.in. wymianę torów, rozjazdów, urządzeń sterowania ruchem kolejowym i elementów sieci trakcyjnej oraz budowę nowej mijanki i 5 dodatkowych przystanków – Wrocław Popiele, Wrocław Strachocin, Wrocław Wojnów Wschodni, Nadolice Małe i Chrząstawa Mała.
12 grudnia 2021 roku, po zakończonym remoncie, na odcinku Jelcz Miłoszyce - Wrocław Sołtysowice Koleje Dolnośląskie uruchomiły 7 par pociągów w relacji Jelcz Laskowice - Wrocław Główny. Przejazd całą trasą trwa 51 minut. Od września 2022 roku po dostarczeniu większej ilości taboru zostanie uruchomione dodatkowe 8 par pociągów. Linia została uznana za pierwszą linię Dolnośląskich Kolei Aglomeracyjnych i oznaczona jako DKA 1.